# Frančišek Jere
Frančišek (Franc) Jere [frančíšek jeré], slovenski rimskokatoliški duhovnik, filolog in prevajalec * 2. oktober 1881, Pance, † 25. junij 1958.
Prvi razred ljudske šole je obiskoval v domačem kraju, preostale tri razrede pa je končal v Ljubljani. Nato je stopil v klasično gimnazijo v Ljubljani, v Bethovnovi ulici, ki jo je od tretjega razreda, ko je bil sprejet v Alojzijevišče, nadaljeval in odlično končal na klasični prvi državni gimnaziji v Ljubljani leta 1902. Po maturi se je priglasil na bogoslovne študije, ki jih je zaključil leta 1906. Bil je ravnatelj škofovih zavodov, svetnik ljubljanskega škofa in prevajalec svetega pisma. Umrl je leta 1958. Pokopan je na Ljubljanskih žalah.